# Длуґа-Косьцельна
Длуґа-Косьцельна (пол. Długa Kościelna) — село в Польщі, у гміні Галінув Мінського повіту Мазовецького воєводства.
Населення — 888 осіб (2011).

## Демографія
Демографічна структура станом на 31 березня 2011 року:
|          | Загалом | Допрацездатний вік | Працездатний вік | Постпрацездатний вік |
| -------- | ------- | ------------------ | ---------------- | -------------------- |
| Чоловіки | 439     | 136                | 277              | 26                   |
| Жінки    | 449     | 103                | 281              | 65                   |
| Разом    | 888     | 239                | 558              | 91                   |